# Mai dire ninja
Mai dire ninja (Beverly Hills Ninja) è un film statunitense del 1997 diretto da Dennis Dugan.

## Trama
Un gruppo di ninja trova in una strada una scatola con un neonato bianco dentro; un'antica leggenda narra di un uomo bianco destinato a diventare il più grande dei combattenti, e decidono quindi di crescerlo credendo che sia lui, chiamandolo Haru.
Passano gli anni, e Haru sembra sempre più il contrario della leggenda, a causa della sua goffaggine e del suo carattere disordinato che lo escludono dal gruppo, tanto che anche lui si abbatte. Un giorno, mentre i ninja si allenano, Haru va a Beverly Hills dove trova una giovane e bella turista, Sally Jones, e suo marito Martin Tanley. La situazione precipita quando Haru viene indagato per un omicidio poiché dei testimoni lo trovano nel luogo sbagliato al momento sbagliato; l'assassino però è Martin, già sospetto omicida della sorella di Sally. Data la difficoltà nel gestire queste evenienze, il consiglio ninja ingaggia Gobei, il migliore lottatore del dojo nonché fratello adottivo di Haru, per seguire e proteggere quest'ultimo.
Qualche giorno dopo, Haru si reca a Beverly Hills per incontrare Sally, e qui iniziano veramente a conoscersi: Haru scopre che in realtà gli ha dato un nome falso: Sally è in realtà Alison Page. lei gli confida i suoi sospetti su Tanley circa il suo coinvolgimento nell'omicidio della sorella, e il suo lavoro illegale nel campo del traffico di banconote false. Innamorato di Allison e deciso a risolvere questi misteri, Haru fissa un appuntamento con l'uomo di Tanley, il famoso falsificatore di banconote. All'incontro viene anche Alison, ma il piano va in malora e Haru dopo aver stordito e nascosto il falsificatore si traveste e si incontra con Tanley. 
Nel fabbricato l'opera va male: non sapendo niente sulla falsificazione, Haru combina guai su guai, e la situazione culmina quando gli cadono i baffi finti, al che Tanley si accorge che è lui "il grasso ninja bianco di cui tanto si parla" e quindi lo carica nell'auto per recarsi a un incontro d'affari per poi ucciderlo. Mentre Tanley e i suoi uomini sono dentro un edificio a parlare, Gobei salva Haru dal triste destino che lo attende, e mentre arriva la polizia con una soffiata, il ninja si fa arrestare per salvare il fratello adottivo. 
Gobei comunica al Sensei di voler tornare al dojo lasciando Haru al suo destino, essendo stufo di fargli da balia. Mentre i due discutono interviene Haru che parla col maestro tramite la trance (come del resto Gobei) ammettendo di sentirsi un completo disastro per tutto quello che ha fatto e che sarebbe stato meglio che il maestro avesse inviato Gobei a svolgere la sua missione, considerato da sempre il migliore. Il Sensei rimprovera ad Haru che deve smetterla di volere imitare in tutti i modi Gobei cercando di essere lui, e che deve accettare se stesso, sostenendo che egli ha un cuore grande e generoso sempre preoccupato per gli altri e che Gobei non imparerà mai ad essere un grande ninja finché non capirà queste qualità. Sensei incoraggia Haru a continuare la sua missione e a salvare Alison. Gobei, rimasto nascosto ascoltando il discorso di Haru e del maestro comprende finalmente il vero significato della sua missione: il Sensei l'aveva mandato a proteggere Haru per metterlo alla prova. Grazie a ciò, Gobei è riuscito anche a rendersi conto per la prima volta dell'animo sincero del fratellastro. Decide così di continuare ad aiutarlo, stavolta con più convinzione. Si sostituisce quindi a Joey, un uomo di colore appassionato di ninja diventato amico di Haru convinto che si tratti del ninja bianco della leggenda, prendendo il posto di quest'ultimo mentre Haru è bendato, aiutandolo a raggiungere il magazzino di Tanley.
Haru si lancia da un albero verso una finestra del magazzino e riesce ad entrarvi, ma viene circondato dagli uomini di Tanley. Fortunatamente Gobei rivela la sua presenza venendo in suo aiuto. Approfittando dell'aiuto di Gobei, Haru corre da Alison, ma nel tentativo di disinnescare la bomba finisce per dimezzare il tempo a sua disposizione. A soli 5 minuti dall'esplosione, con Gobei che sta per essere sopraffatto dai nemici, le cose sembrano volgere al peggio. Ma Haru, vedendo il suo "fratellino" ferito, tira fuori una forza e un'abilità mai viste prima sfoderando tutte le tecniche ninja apprese negli anni e riesce a sconfiggere tutti gli avversari, complice anche l'arrivo di Joey che si è lanciato dall'albero nel tentativo di emulare il suo "maestro" vedendo Haru e Gobei in difficoltà. Tanley, sconfitto, decide di darsi alla fuga su un furgone.
Haru vede un cannone con arpione e decide di utilizzarlo per salvare Alison. Una volta lanciato, l'arpione passa attraverso la stanza di Alison e finisce dentro il furgone di Tanley, che trascina così il cannone e quindi la bomba. Il congegno esplode dentro il furgone e Tanley si arrende, ormai stremato.
Alison è salva, Haru è scagionato dalle accuse di omicidio e riceve i complimenti di Gobei. Tanley viene consegnato alle autorità e Joey, intervistato da una giornalista, afferma di essere "Il grande ninja nero della leggenda".
Tornato con Alison al suo dojo, Haru si appresta a salutare tutti i suoi compagni e a partire per Beverly Hills, in quanto è meglio recarsi in un posto "dove non c'è grande abbondanza di grandi ninja". Mentre Haru e Alison partono, Gobei, costretto in una sedia a rotelle dalle ferite riportate combattendo, rimane impigliato con un cavo legato al furgone di Haru, viene trascinato e finisce per cadere in mare, urlando che si vendicherà.

## Produzione
La pellicola venne realizzata fra il 21 febbraio ed il 10 maggio 1996;
fra i luoghi di ripresa, tutti girati in California, si possono ricordare: Pasadena, il tempio Indù a Calabasas, la Huntington Library, Art Collections, and Botanical Gardens a San Marino, Beverly Hills, la Hollywood Park Racetrack ad Inglewood, l'Aeroporto Internazionale di Los Angeles, il Los Angeles City Fire Station 111.

## Colonna sonora
Le musiche sono composte da brani tipici orientali in miscela con pezzi da commedia. Il brano Kung Fu Fighting di Carl Douglas è il tema musicale principale e difatti apre e chiude il film.
Il disco è stato pubblicato dalla EMI nel 1997 e dura un totale di 34:14 minuti.

## Sequel
Nell'ottobre 2008 in Corea del Sud iniziarono le riprese di un seguito intitolato Beverly Hills Ninja 2, scritto da Mitch Klebanoff e co-diretto da Klebanoff e Kelly Sandefur. La pellicola presenta come protagonisti gli attori David Hasselhoff e Lucas Grabeel. Durante la produzione, il titolo venne cambiato in Dancing Ninja, la trama si discostò da quella del primo capitolo, ed uscì nel 2010.